# التشجيع الراديكالي

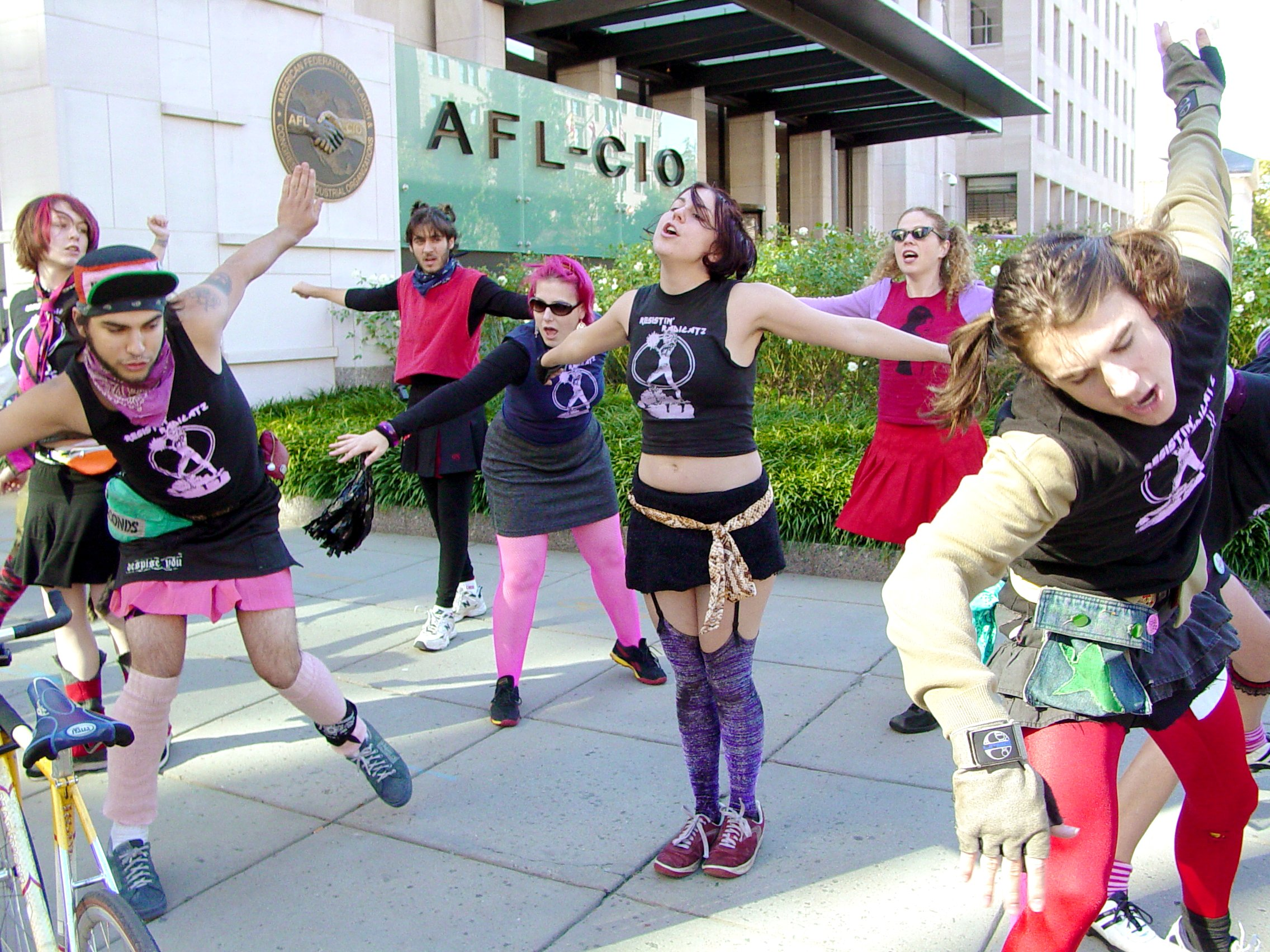
يقوم فريق Resistin Radicatz، وهو فريق التشجيع التشكيلي بالتحية أمام مقر AFL-CIO في واشنطن قبل الانضمام إلى مسيرة العمال المليون في نصب لنكولن التذكاري.

التشجيع الراديكالي هو شكل من أشكال التشجيع الذي يتم في المظاهرات التي تجمع بين عناصر العمل المباشر اللاعنفي ومسرح الشارع. [المصدر المنشور ذاتيًا] نشأ في عام 1996  في ميامي، فلوريدا،  وهناك الآن العديد من فرق التشجيع المتطرفة في الولايات المتحدة وكذلك كندا وأوروبا. يعيد المشجعون المتطرفون جماليات التشجيع ، في بعض الأحيان بطريقة ساخرة، ويستخدمون الهتافات التي تعزز النسوية والأسباب اليسارية. يقوم المصفقون الراديكاليون بتخريب المعايير الجنسانية من خلال ارتداء الملابس وقد يكونون من الذكور أو المتحولين جنسيا أو غير الجنسين. تضع مديرة المجلة النسائية النسوية ليزا جيرفيس التشجيع المتطرف ضمن تقليد من التعليقات النسوية المرحة على الثقافة الشعبية.
عادة ما يؤدي المشجعون المتطرفون عروضهم في المظاهرات وسيقودون هتافات الاحتجاج. كما أنها تؤدى في كثير من الأحيان في المهرجانات والأحداث النسوية وغيرها من المهرجانات والأحداث الراديكالية. يستخدم التشجيع الراديكالي في المظاهرات للترويج لرسالة جذرية بطريقة صديقة للناس، وصديقة للناس. كما أنها تستخدم لدعم تصرفات النشطاء الآخرين الذين يعرضون أنفسهم لخطر جسدي ولإدانة المتسللين والمعارضين. [بحاجة لمصدر] يمكن أن يؤدي المشجعين الراديكاليين أيضًا على خشبة المسرح في أماكن الموسيقى، لإيصال القضايا السياسية (بالإضافة إلى الترفيه) إلى حشد غير مرتبك. وكثيرا ما استخدم المشجعون ليكيتي سبليت في شيكاغو هذا التكتيك.

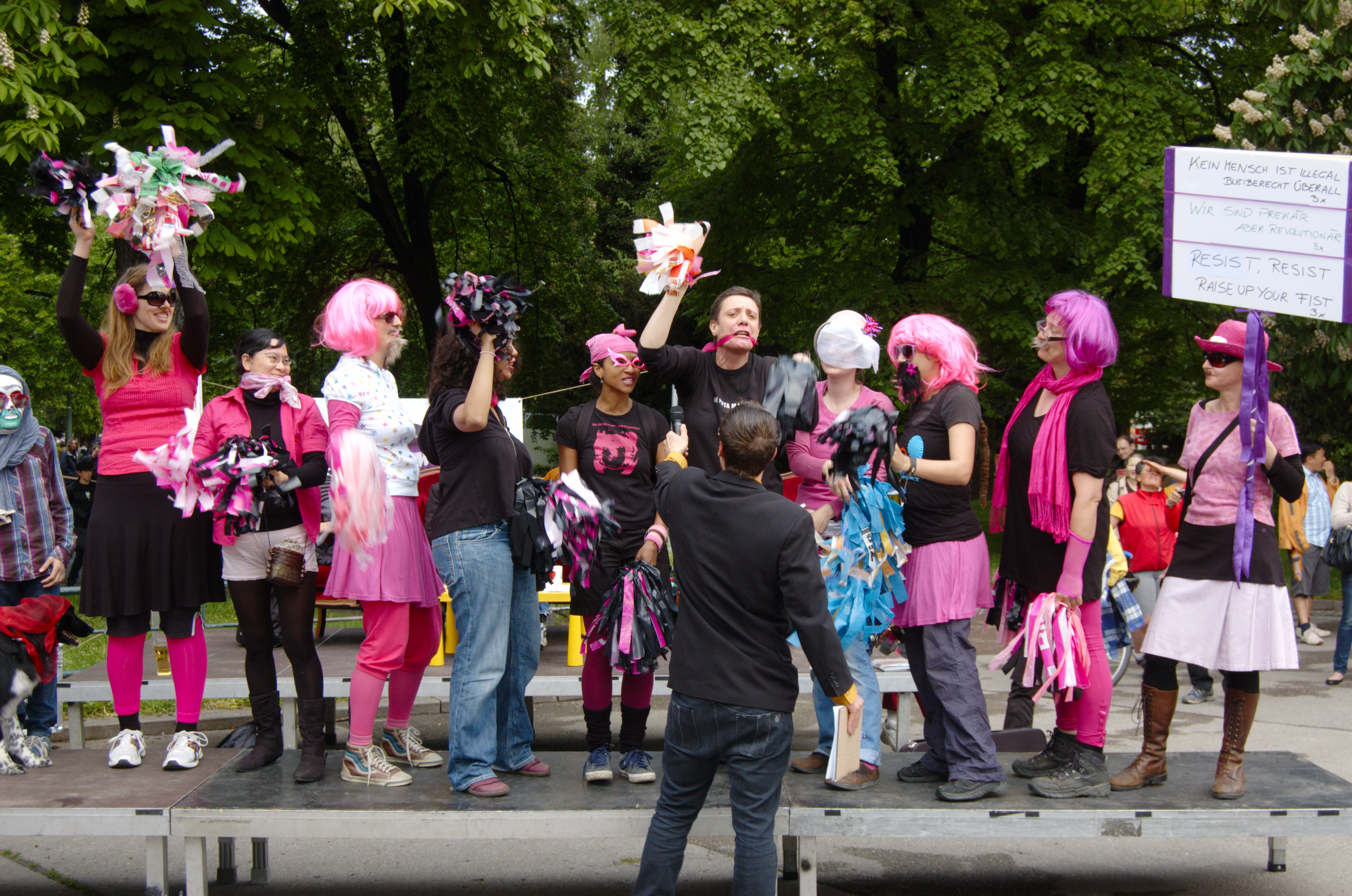

كان أحد أبرز مظاهر التشجيع الجذرية البارزة في مارس  من أجل حياة النساء في واشنطن العاصمة في 25 أبريل 2004. وكان المشجعون يمارسون مسيرتهم وتكتلهم داخل المسيرة الأكبر مع أكثر من 2000 مشارك. كان هدف المجموعة هو زيادة الوعي حول عدم وصول النساء ذوات الدخل المتدني إلى عيادات الإجهاض.
فالمشجعون المتطرفون غالبا ما يكونوا مناهضين للاستبداد ومناهضين للرأسمالية. [بحاجة لمصدر] عادة ما يتم كتابة هتافاتهم من الصفر أو من خلال إعادة كتابة كلمات الأغاني الشعبية والتاريخية. يرتدي المشجعون الراديكاليون بطرق مختلفة ولكن غالباً ما يرتدون مزيجاً من اللون الأحمر أو الوردي أو الأسود.
بعض المشجعين المتطرفين يصنعون بوم بومز (مدفع أوتوماتيكي سريع) باستخدام أكياس القمامة عن طريق طيها إلى النصف، وربط أحد الأطراف بشريط مطاطي ثم قطع شرائط من الطرف الآخر.

## وصلات خارجية
- https://web.archive.org/web/20141129095049/http://la.remifa.so/radicalcheers/start.html